# آنا ديكوستا بانكس
آنا ديكوستا بانكس (بالإنجليزية: Anna DeCosta Banks)‏ (2 سبتمبر 1869 - 29 نوفمبر 1930)، موظفة في مستشفى ومدرسة تدريب الممرضات في تشارلستون، كارولاينا الجنوبية، حيث أصبحت أول ممرضة مشرفة. اشتُهرت بانكس بمسيرتها في التمريض بالإضافة إلى منصبها اللاحق كمشرفة لـ 32 عامًا في مدرسة تدريب الممرضات ذاتها. أُعيدت تسمية هذه المستشفى، التي أنشئت بشكل أساسي للنساء الملونات، لتصبح مستشفى مكلينان بانكس التذكارية تكريمًا لها.

## النشأة والتعليم
ولدت آنا ديكوستا بانكس في 2 سبتمبر 1869 في تشارلستون، كارولاينا الجنوبية. التحقت بالمدارس العامة في تشارلستون في تعليمها الابتدائيّ. في عام 1891، تخرجت في معهد هامبتون في فرجينيا، المعروف الآن بجامعة هامبتون، حيث كانت أحد الطلاب الأوائل الحاصلين على شهادة الدبلوم. بعدئذ، سجلت في مستشفى ديكسي للتمريض في هامبتون، إذ كانت من أولى خريجي المدرسة.

## مسيرتها المهنية
كانت بانكس أول ممرضة مشرفة في مستشفى ومدرسة تدريب الممرضات في تشارلستون، كارولاينا الجنوبية، الواقعة في شارع 135 كانون. أُعيدت تسمية هذه المستشفى إلى مستشفى مكلينان بانكس التذكارية. أصبحت بانكس مشرفة الممرضات، وهو المنصب الذي شغلته لـ 32 عامًا. انصبّ اهتمام بانكس في أثناء مسيرتها المهنية على السعي لرعاية صحية أكثر إنصافًا للأمريكيين الأفارقة، والعناية بالعديد من المرضى الأمريكيين الأفارقة الفقراء بحيث لا يدفعون سوى كلفة الطعام والأدوية.
بالإضافة إلى ذلك، كتبت بانكس مقالًا في عام 1899 يتناول القضايا التي تواجهها الممرضات الأمريكيات الأفريقيات في مدرسة هامبتون لتدريب الممرضات ومستشفى ديكسي. ففي ذلك الوقت، أثّر الفصل العنصري على قدرة الممرضات الأمريكيات الأفريقيات على العمل. شددت بانكس على الحاجة إلى التمويل والتبرعات لمختلف المشافي لتأمين التدريب العملي للممرضات الأمريكيات الأفريقيات.
في الوقت ذاته، عملت بانكس أيضًا بشكل خاص كممرضة صحة عامة زائرة لجمعية السيدات الخيرية في تشارلستون. خدمت بانكس هذه الجمعية لـ 24 عامًا، وعملت أيضًا كجابية تتعامل مع صاحبي وثائق التأمين السود لصالح شركة متروبوليتان للتأمين على الحياة.

## حياتها الشخصية
بانكس ابنة صامويل وإليزابيث ديكوستا. تزوجت من إشعيا بانكس، وفي عام 1889، وضعت ابنتها إيفانجلين بانكس هاريسون في هامبتون، فرجينيا. أصبحت هاريسون أمينة مكتبة السجلات الطبية في مستشفى مكلينان بانكس التذكارية، والتي كانت قد أعيدت تسميتها بشكل جزئي تكريمًا لوالدتها. 

## إرثها
عندما ماتت بانكس، منحتها الجمعية الشاهدة على قبرها: «كل الأعمار والطبقات والأعراق، دعت بمباركتها». كان لبانكس تأثيرٌ مميز في التمريض على ولاية كارولاينا الجنوبية لدرجة أن الجامعة الطبية في ولاية كارولاينا الجنوبية أسمت أحد الأجنحة باسمها. في عام 1930، ماتت بانكس وعُرفت بأشهر ممرضة عملت في ولاية كارولاينا الجنوبية في ذلك الوقت. بالإضافة إلى ذلك، أعيدت تسمية مستشفى ومدرسة تدريب الممرضات لتصبح مستشفى مكلينان بانكس التذكارية. إلا أن هذه المستشفى أغلقت في عام 1977.